# Салерно, Энрико Мария
Энри́ко Мари́я Сале́рно (итал. Enrico Maria Salerno; 18 сентября 1926, Милан — 28 февраля 1994, Рим) — итальянский актёр театра и кино.

## Биография
Родился в 1926 году в Милане, в семье адвоката Антонио Салерно и югославской скрипачки Милки Сторфф. Был вторым из четырёх сыновей.
Салерно часто играл роли полицейских в детективных фильмах, а также в кинокомедиях. Он сотрудничал с такими режиссёрами, как Дино Ризи, Роберто Росселлини, Валерио Дзурлини, Флорестано Ванчини, Дарио Ардженто, Марио Моничелли и Луиджи Коменчини. Универсальный и талантливый актёр, он играл в разных жанрах, от комедии до романтической драмы.
За свою актёрскую карьеру он сыграл в 102 театральных спектаклях, снялся в 92 кинофильмах, а также участвовал многочисленных теле- и радиопостановках. Снял 3 фильма в качестве режиссёра.
Умер от рака легких.

## Семья
Братья:
- Титта ─ художник и художественный критик
- Фердинандо ─ музыкант и автор песен
- Витторио ─ сценарист и режиссёр

Был дважды женат:
- Первая жена ─ Фьоретта Пьерелла
  - Дети: Джамбаттиста, Эдуардо, Петруччо, Никола
- Вторая жена ─ Лаура Андреини
- Внебрачная дочь ─ Кьяра Салерно, от актрисы Валерии Валери[4]
- Состоял в отношениях с актрисой Вероникой Ларио[4]

## Фильмография
Режиссёр
- 1970 — Неизвестный венецианец / Anonimo Veneziano
- 1973 — Cari genitori
- 1978 — Эвтаназия любви / Eutanasia di un amore

Актёр
- 1952 — Торговля белыми женщинами / La tratta delle bianche
- 1959 — Жестокое лето / Estate violenta
- 1960 — Долгая ночь сорок третьего года / La lunga notte del '43 (по Джорджо Бассани)
- 1960 — В Риме была ночь / Era notte a Roma
- 1963 — Ученик булочника из Венеции / Il fornaretto di Venezia
- 1965 — Пляжный зонт / L'ombrellone
- 1969 — Битва за Эль-Аламейн / La battaglia di El Alamein
- 1973 — Хирурги — мафия в белом / Bisturi, la mafia bianca
- 1988 — Хитрец / Хитрая лиса / Il volpone

## Награды
- 1961 ─ премия «Серебряная лента» лучшему актёру второго плана за роль в фильме «Долгая ночь 43 года», реж. Флорестано Ванчини[5]